# Herbert Gager
Herbert Gager (* 18. September 1969 in Wien) ist ein ehemaliger österreichischer Fußballspieler und derzeitiger Fußballtrainer. Von Februar bis Mai 2014 war er Trainer des österreichischen Bundesligisten FK Austria Wien.
Während seiner Spielerkarriere galt der variabel im defensiven Mittelfeld oder als Libero eingesetzte Spieler als Spezialist für Standardsituationen.

## Karriere als Spieler
Nachdem Gager beim SK Rapid Wien sämtliche Nachwuchsabteilungen durchlaufen hatte, erhielt er 1987 als 18-Jähriger beim österreichischen Rekordmeister einen Profivertrag. Dennoch sollte es noch ein Jahr dauern, ehe er beim 2:2-Unentschieden bei SK Vorwärts Steyr am 10. September 1988 seinen ersten Einsatz in der Meisterschaft geben durfte. Gager wurde von Trainer Otto Barić in der 64. Spielminute für Reinhard Kienast eingewechselt.
Am 3. Oktober 1989 gab er beim freundschaftlichen Länderspiel gegen Polen (0:0) sein Debüt in der U-21-Nationalmannschaft. Zwei Jahre danach kam er zu seinem ersten Einsatz in der A-Nationalmannschaft, als er am 16. Oktober 1991 er von Teamchef Dietmar Constantini bei der 1:2-Niederlage in Nordirland eingesetzt wurde. Allerdings dauerte Gagers Teamkarriere nicht einmal sechs Monate. Am 29. April 1992 wurde er beim 1:1-Unentschieden gegen Wales von Teamchef Ernst Happel in der 46. Spielminute durch Michael Baur ersetzt und nie wieder einberufen.
Überdies wurde im Sommer 1992 Gagers Vertrag beim SK Rapid Wien nicht verlängert, sodass er zum FC Linz wechselte. Nach nur einer Saison wurde er vom VfB Mödling unter Vertrag genommen, wo er ebenfalls nur eine Saison blieb, um zum FC Admira Wacker zu wechseln. Dort konnte Gager richtig durchstarten. Seine Leistungen waren derart beeindruckend, dass er 1996 vom Stadtrivalen Rapids, dem FK Austria Wien, verpflichtet wurde.
Über Schwarz-Weiß Bregenz und den SC Untersiebenbrunn, für den er allerdings keine Spiele bestritt, führte Gagers Weg zum griechischen Klub Skoda Xanthi. Dort bildete er mit dem Österreicher Jürgen Leitner gemeinsam die Schaltstelle im Mittelfeld. Unter ihrer Regie konnte sich Skoda Xanthi 2002 erstmals in der Klubgeschichte für den UEFA-Pokal qualifizieren. Obwohl Gager eine Vertragsverlängerung angeboten wurde, konnte er den Erfolg nicht mehr ernten. Da sein Kind in die Schule kam, nahm er das Angebot nicht an, sondern kehrte nach Österreich zurück und beendete seine Profilaufbahn.
Mit Stationen im Amateurbereich beim FK Hollabrunn und SV Draßmarkt ließ Gager seine aktive Karriere ausklingen.
Selbst in der Fußball„pension“ kann Gager jedoch den aktiven Fußballsport nicht lassen. Er ist im Futsal bei Stella Rossa tipp3 engagiert und erfolgreich. Zuletzt war Gager am 27. Jänner 2013 mit zwei Toren gegen Futsal Schwaz maßgeblich daran beteiligt, dass sich der FC Stella Rossa den 15. Meistertitel in der Vereinsgeschichte sicherte.

## Karriere als Trainer
Mit ausschlaggebend für das Ende von Gagers Profilaufbahn war aber auch, dass er ein Angebot als Nachwuchsbetreuer in der Frank Stronach Akademie erhielt, die ihm den Einstieg in die Trainerlaufbahn ermöglichte. Dort arbeitete sich Gager von der U-14-Mannschaft bis zum U-19-Team hoch, das eine Österreich-weite Meisterschaft bestritt.
Als Trainer der Nachwuchsmannschaften des FK Austria Wien war Gager unter anderen auch an der Ausbildung von David Alaba und Aleksandar Dragović maßgeblich beteiligt. Unter Gagers Führung schafften beide den Sprung in die zweite Mannschaft, die damals noch in der Ersten Liga ihre Spiele bestritt. Alaba bestritt in der Saison 2006/07 als 15-Jähriger neun Spiele in der U-19-Akademie. Ebenfalls in der Saison 2006/07 war Dragović mit erst 16 Jahren in elf Spielen unter Gager im Einsatz.
Nachdem der Trainer der zweiten Mannschaft („Amateure“) des FK Austria Wien, Thomas Janeschitz, diese in Richtung ÖFB verließ, wurde Gager die Stelle angeboten. Gager trainiert daher seit 22. Dezember 2011 die Mannschaft, die in der Regionalliga Ost ihre Meisterschaftsspiele bestreitet und deren Aufgabe es ist, Spieler aus dem Nachwuchsbereich in den Profibereich überzuführen.
Nach einem durchwachsenen Herbstdurchgang 2013 und dem enttäuschenden Frühjahrsstart 2014 wurde Gager am 16. Februar 2014 als Nachfolger von Nenad Bjelica zum Trainer der ersten Mannschaft des FK Austria Wien bestellt. Gagers Vertrag galt vorerst bis zum Ende der Saison 2013/14. Nach dem Verpassen eines Europacupplatzes gab der Verein bekannt, dass Gagers Vertrag als Cheftrainer nicht verlängert wird. Jedoch würde sein Verbleib beim Klub in anderer Funktion angestrebt.
Doch Gager wollte nicht auf seine alte Position als Amateure-Trainer zurück. Er nahm stattdessen das Angebot des Zweitligisten SKN St. Pölten an, nachdem dessen Trainer Gerald Baumgartner auf den Cheftrainerposten bei der Austria gewechselt war. Am 24. Juli 2014 erreichte Herbert Gager mit einem 2:0-Heimerfolg gegen Botew Plowdiw in der 2. Qualifikationsrunde zur Europa League den größten Erfolg der St. Pöltner Vereinsgeschichte. (In der 3. Qualifikationsrunde scheiterte das Team dann an der PSV Eindhoven.) In der Liga lief es für den SKN St. Pölten hingegen weniger gut. Schon nach nur 13 Runden wurde Herbert Gager im Oktober 2014 als Trainer der St. Pöltner entlassen.